# Cerezal (Nuñomoral)
Cerezal es una alquería del concejo de Nuñomoral, en la provincia de Cáceres, comunidad autónoma de Extremadura (España).
- Datos: Q5481201
- Multimedia: Cerezal, Nuñomoral / Q5481201